# Frritt-Flacc

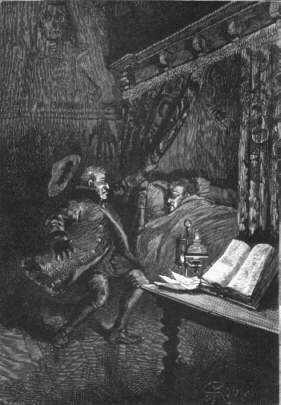
Illustration von George Roux aus der Kurzgeschichte Frritt-Flacc

Frritt-Flacc (auch: Frritt-Flacc! oder Der Sturm) ist eine Kurzgeschichte des französischen Autors Jules Verne. Sie wurde erstmals 1884 bis 1885 unter dem französischen Titel: Frritt-Flacc im Le Figaro illustré in Paris und erneut 1886 im Magasin d'Éducation et de Récréation veröffentlicht. Als Buch wurde sie am 4. November 1886 als Anhang des Romans Ein Lotterie-Los (Un Billet de loterie) ebenfalls unter dem Titel Frritt-Flacc bei Pierre-Jules Hetzel in Paris veröffentlicht.

## Handlung
Die Geschichte beginnt mit "Frritt!", das für den entfesselten Sturmwind steht, und mit "Flacc!" für den Regen, der wie ein Sturzbach strömt. Der wohlhabende Arzt Dr. Trifulgas lebt in einer Phantasieregion am Meer. Er verschließt sein Haus den Armen und öffnet sich nur den Reichen. Für seine Handhabungen und ärztliche Hilfen verlangt er feste Honorarsätze. In einer stürmischen Nacht klopft ein vom Regen durchnässtes Mädchen an der Haustür von Dr. Trifulgas. Sein Vater, der ein armer Fischer ist, liegt im Sterben. Weil das Mädchen kein Geld dabei hat, hält es Dr. Trifulgas nicht für notwendig, sein Haus zu verlassen, und geht wieder in sein Bett. Kurz darauf klopft es wieder an seiner Haustür. Er flucht, geht aber doch an die Tür. Diesmal ist es die Frau des mit dem Tode ringenden Fischers. Sie hat etwas Geld dabei. Dem Arzt ist es jedoch nicht genug, und deswegen geht er wieder in sein Bett, ohne ihr zu helfen.
Das Unwetter wird stärker. Abermals klopft jemand an der Tür von Dr. Trifulgas. Diesmal steht die Mutter des Fischers vor seiner Haustür. Der Fischer hat einen Schlaganfall erlitten. Seine Mutter hat das letzte Geld mitgebracht. Sie müssen ihr Haus verkaufen, um die weitere Behandlung zu bezahlen. Dafür entschließt sich der hartherzige Arzt, den Weg zu dem Fischer anzutreten. Er erreicht das Haus, in dem sich der Todkranke befindet. Der Arzt öffnet mit zitternden Händen die Vorhänge des Bettes. Dort liegt der Sterbende, dessen Gesicht unbedeckt ist, und bewegt sich nicht. Dr. Trifulgas beugt sich über ihn und stößt einen entsetzten Schrei aus. Er erkennt, dass er selbst mit dem Tode ringend in dem Bett liegt. Daraufhin versucht er alles, um sich zu retten. Dr. Trifulgas stirbt dann jedoch unter seinen eigenen Händen.